# Liste der Naturdenkmale in Kettenheim
Die Liste der Naturdenkmale in Kettenheim nennt die im Gemeindegebiet von Kettenheim ausgewiesenen Naturdenkmale (Stand 29. Februar 2024).

## Naturdenkmale
| Nr.         | Bezeichnung                     | Lage                                    | Beschreibung  | Bild                                    |
| ----------- | ------------------------------- | --------------------------------------- | ------------- | --------------------------------------- |
| ND-7331-396 | Linden auf dem Friedhof         | Alzeyer Straße Lage                     | Tilia sp.     | Direkt Bild zu diesem Denkmal hochladen |
| ND-7331-405 | Winterlinde in der Bahnsiedlung | östlich des Ortes bei Am Bahnhof 8 Lage | Tilia cordata | Fotos hochladen                         |

## Ehemalige Naturdenkmale
| Nr.         | Bezeichnung                   | Lage                                          | Beschreibung                                                                       | Bild                                    |
| ----------- | ----------------------------- | --------------------------------------------- | ---------------------------------------------------------------------------------- | --------------------------------------- |
| ND-7331-467 | Am Hauxfelsen                 | östlich des Ortes; Flur Am Hauxfelsen Lage    | Felsformation; flächenhaftes Naturdenkmal, ca. 0,2 ha; Rechtsverordnung aufgehoben | Direkt Bild zu diesem Denkmal hochladen |
| ND-7331-470 | Baumgruppe um die Wiesenmühle | nordöstlich des Ortes an der Wiesenmühle Lage | Rechtsverordnung aufgehoben                                                        | Direkt Bild zu diesem Denkmal hochladen |